# 対馬オメガ局

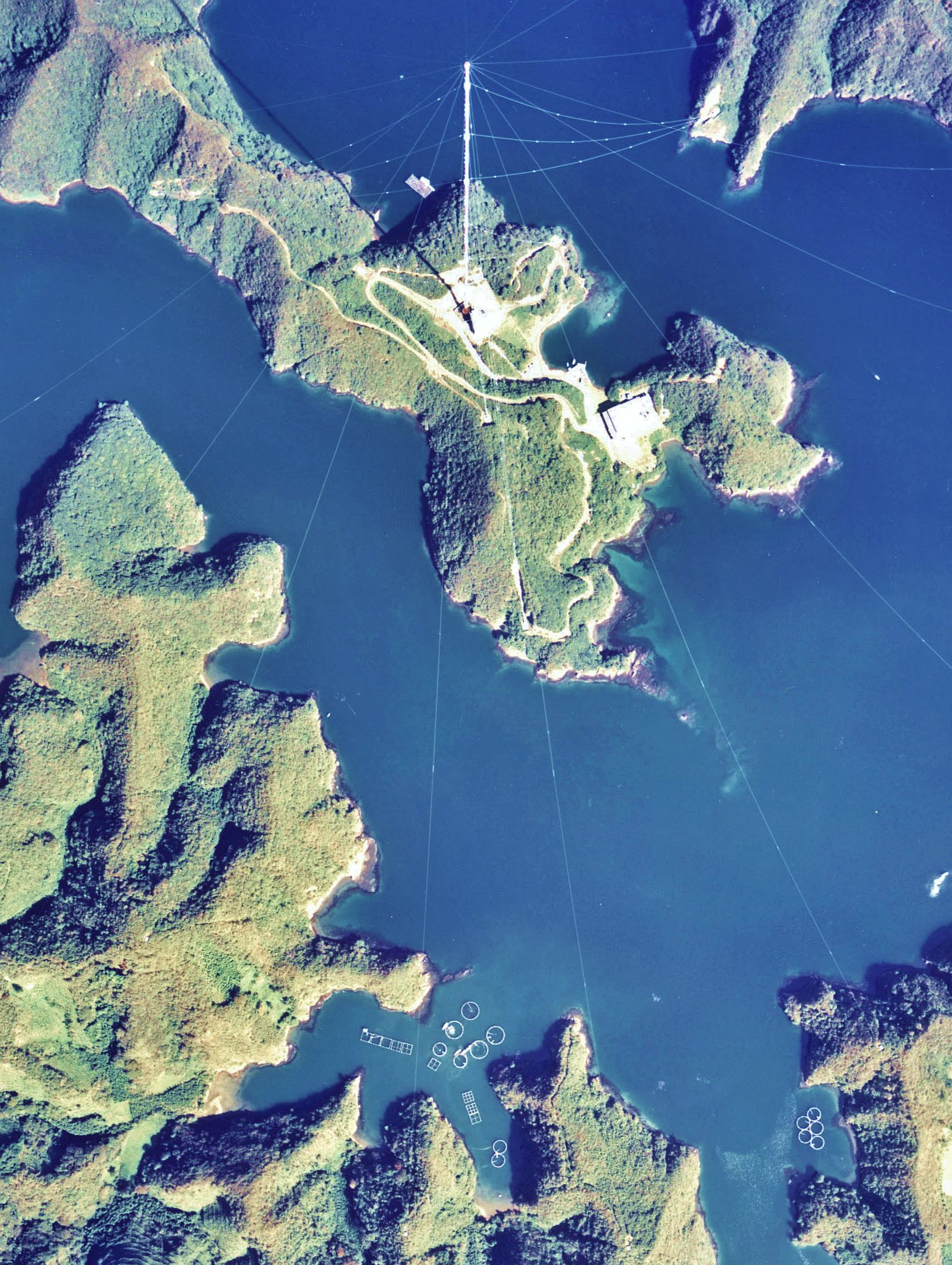
対馬オメガ局
（1977年度撮影）。

対馬オメガ局（）は、かつて長崎県上県郡上対馬町大増（現・対馬市上対馬町大増）に設置されていたオメガ航法のための送信局。海上保安庁が管理していた。

## 概要
塔の正式名称は対馬オメガ局送信用鉄塔で、通称「オメガ電波鉄塔」「オメガタワー」「オメガ塔」とも呼ばれた。
解体開始までは地上454.83メートルであり、東京タワーや南鳥島ロランC局、硫黄島ロランC主局を上回る日本一高い建造物であった。また、2010年（平成22年）9月13日に東京スカイツリーが地上461メートルになるまでは、日本史上最も高い建造物であった。
自立塔ではなく、塔本体を多数のワイヤーで支える形式の支線塔のため、設置面積は舟志湾をまたいで1キロメートル四方におよび、中は空洞で垂直タラップが設置されていた。450メートル以上を垂直に登るのは非常に体力を要し、そのため途中に休憩所が設けられていた。
オメガ航法はアメリカ合衆国が開発した電波航法であり、船舶や航空機などに利用するもので、1960年代より実地試験が行われ、1970年代より本格的なシステム構築が行われてきていた。オメガ局は世界に8つあり、2つのオメガ局からの超長波の電波の位相差を計測することで、距離がわかり、現在地を知ることができた。日本についても、1966年頃よりアメリカとの協議の上、オメガ航法への参加検討が開始され、1967年から無線局設置場所の検討が行われた。1969年に対馬への鉄塔方式での建設が決まり、1970年10月に建設工事が開始され、1975年に完成、同年5月から供用が開始された。鉄塔の建設・管理は日本側で行ったが、送信装置はアメリカから無償貸与された。

## 終焉・解体とその後
1990年代から衛星系の電波航法であるGPS（全地球測位システム）の民生運用が開始。以降の航法はGPSが主流になったため、対馬オメガ局は1997年9月末に閉局となり、1975年5月の運用開始から22年以上にわたる歴史に幕を降ろした。閉局に伴い、塔を保存しようという声も上がったが、維持管理などの問題から解体することが決定。1998年に解体工事が開始され、2000年3月末に解体が完了した。解体後はオメガ塔跡地公園として整備され、地上から10メートル程度がモニュメントとして残されている。解体された鉄塔の一部は、近海の魚礁として沈設されている。

## 歴史
- 1970年（昭和45年）10月 - 建設工事開始。
- 1974年（昭和49年）9月 - 鉄塔及び空中線工事完了[6]。
- 1975年（昭和50年）5月 - 運用開始[6]。
- 1997年（平成9年）9月30日[10] - 閉局。GPSの普及によりオメガ航法システムの利用者が激減した為[1]。
- 1999年（平成11年）1月 - 解体開始。
- 2000年（平成12年）3月末 - 解体完了。
- 2010年（平成22年）9月13日 - 東京スカイツリーが地上461メートルになり、オメガ局の高さを抜く。